# Saint-Jean-du-Thenney
Saint-Jean-du-Thenney é uma comuna francesa na região administrativa da Normandia, no departamento de Eure. Estende-se por uma área de 8,35 km². Em 2010 a comuna tinha 253 habitantes (densidade: 30,3 hab./km²).